# Simpei
 (juillet 2014).
Le Simpei (Nom original : シンペイ) est un jeu d'origine japonaise, sorti en 2005 chez Bandai et inventé par Shimpei Takahashi.

## Présentation
Ce jeu se joue à deux joueurs, au moyen d'un plateau de jeu composé de 4x4 cases dites "hautes" et de 3x3 cases dites "basses", de 4 pions bleus et de 4 pions rouges.

## Règles

### Déroulement du jeu
Pour gagner, un joueur doit aligner 3 pions sur des cases du même type (c'est-à-dire sur 3 cases basses ou sur 3 cases hautes), sans qu'il n'y ait de pion adverse entre 2 des 3 pions alignés (sur une case du même type).

#### 1rephase(on pose les pions)
Le joueur qui a les pions rouges commence.
Le joueur qui commence doit jouer sur l'une des 4 cases hautes centrales.
Les joueurs jouent chacun leur tour.
Excepté pour le 1er joueur au 1er tour, chaque joueur pose un pion où il veut.

#### 2ephase(on déplace les pions)
On ne peut déplacer un pion que lorsque tous les pions sont posés sur le plateau de jeu (excepté pour le déplacement dit "de force", voir plus bas).
Les joueurs jouent toujours chacun leur tour.
Chaque joueur ne déplace qu'un seul pion à chaque tour.
Lorsque l'on déplace un pion, on ne peut le poser que sur une case adjacente et de type opposé (c'est-à-dire sur une case basse si le pion était sur une case haute, et vice versa).

### Encerclement
Ces règles sont valables quelle que soit la phase du jeu.
Les encerclements concernent uniquement les pions sur des cases de même type. Si un ou plusieurs pions de type différent sont entre ceux-ci, ils n’empêchent pas l'encerclement.
Lorsque 2 pions d'un joueur encerclent un 3e pion, le joueur qui possède les 2 pions encercleurs déplace de force le pion encerclé où il veut sur le plateau de jeu.
Si un joueur encercle 2 pions adverses d'un seul coup (que ces 2 pions soient alignés ou non), il déplace ces 2 pions.
Aucune des règles de victoire ou d'encerclement ne s'appliquent lorsqu'un pion est déplacé de force. Concrètement : Si le joueur qui déplace un pion adverse de force s'auto-encercle, on ne touche pas au pion encerclé. Si un joueur aligne de force 3 pions adverses, l'adversaire n'a pas gagné.

### Autres règles
Si un joueur aligne 4 pions, il n'a pas gagné.
Si un joueur a aligné 4 pions et qu'il en déplace un de telle sorte qu'il n'en reste que 3 alignés, il n'a pas gagné.
Si un joueur ne peut déplacer aucun pion, il passe son tour.

## Récompenses
2005 Nommé au Japan Boardgame Prize Best Japanese Game